# Пеняківська сільська рада
Пеняківська сільська рада — орган місцевого самоврядування у Бродівському районі Львівської області. Адміністративний центр — село Пеняки.

## Загальні відомості
Пеняківська сільська рада утворена в 1939 році.

## Населені пункти
Сільській раді підпорядковані населені пункти:
- с. Пеняки
- с. Літовище
- с. Малинище
- с. Чепелі

## Склад ради
Рада складається з 16 депутатів та голови.

### Керівний склад ради
| ПІБ                        | Основні відомості                                                 | Дата обрання | Дата звільнення |
| -------------------------- | ----------------------------------------------------------------- | ------------ | --------------- |
| Гавришко Микола Богданович | Сільський голова, 1962 року народження, освіта вища, безпартійний | 26.03.2006   | 31.10.2010      |
| Гавришко Микола Богданович | Сільський голова, 1962 року народження, освіта вища, безпартійний | 31.10.2010   |                 |

Примітка: таблиця складена за даними джерела